# لسا رو
لسا رو (انگلیسی: Lesa Roe؛ زادهٔ ۱۹۶۲/۱۹۶۳ (۶۱–۶۳ سال))، یک مهندس هوافضای آمریکایی است که هم‌اکنون ریاست دانشگاه شمال تگزاس را بر عهده دارد. پیش از آن، رو از ۲۰ ژانویه ۲۰۱۷ تا ۳۰ سپتامبر ۲۰۱۷، سرپرست معاونت ناسا بود و از ۱ مه ۲۰۱۴ تا ۳۰ سپتامبر ۲۰۱۷ هم نقش معاون مشترک مدیر را بر عهده داشت. رو همچنین از سال ۲۰۰۵ تا سال ۲۰۱۴، مدیریت مرکز تحقیقات لنگلی متعلق به ناسا را بر عهده داشته و نخستین زنی است که در این نقش قرار گرفته‌است. از ژوئن ۲۰۰۴ تا زمان رسیدنش به مدیریت در اکتبر ۲۰۰۵، وی معاون همین مرکز بود. در مجموع، رو ۳۲ سال را در ناسا گذرانده و با بودجه‌ای ۱۹٫۶ میلیارد دلاری، بیش از ۱۷٬۰۰۰ کارمند را مدیریت کرده‌است.